# Telegeusis debilis
Telegeusis debilis är en skalbaggsart som beskrevs av Horn 1895. Telegeusis debilis ingår i släktet Telegeusis och familjen Telegeusidae. Inga underarter finns listade i Catalogue of Life.